# Paddington
För andra betydelser, se Paddington (olika betydelser).
Paddington är en stadsdel (district) i den västra delen av centrala London. Stadsdelen är belägen norr om Hyde Park och ligger i kommunen (borough) City of Westminster.
Där finns bland annat järnvägsstationen Paddington som är slutstation för flygtåget från Heathrow. Från stationen utgår även tågen mot den sydvästra delen av Storbritannien.